# 烟台山近代建筑群 (山东省)
烟台山近代建筑群位于中国山东省烟台市芝罘区烟台山及周边地区，包含38处近现代建筑。该建筑群是中国现存最完整、最密集的近代领事馆群。2006年，该建筑群被列为第六批全国重点文物保护单位。

## 历史
烟台山近代建筑群所在的烟台山位于烟台市芝罘区北部，海拔53米。公元1389年，明朝为防止倭寇入侵在烟台山山顶设置狼烟墩台，烟台山及烟台市由此得名。天启年间，当地民众为了求雨，又在烟台山山顶修建了龙王庙。1858年，清朝在第二次鸦片战争中战败，被迫依照与英、法等国签订的《天津条约》将登州开辟为通商口岸，但在1861年英国登州领事马礼逊要求清朝将通商口岸改为烟台，于是清朝辟烟台为通商口岸并设东海关。1861年8月22日，烟台正式开埠，英国于不久后率先建立领事馆，此后，法国、美国等16个国家也陆续在烟台山及周边地区建立领事馆，并修筑洋行、医院、教堂、俱乐部、商行等各类机构和建筑，并形成了西起码头，东至东炮台的外国人居留区。
1946年，中国共产党在烟台山下修建了抗日烈士纪念碑，这成为烟台山近代建筑群中建成时间最晚的文物。20世纪90年代开始，烟台市政府开始对烟台市近代建筑群进行环境治理，并同逐步撤离当地的驻军和民众。2006年，烟台山近代建筑群入选第六批全国重点文物保护单位。2018年11月，烟台山近代建筑群入选第三批中国“20世纪建筑遗产项目”。

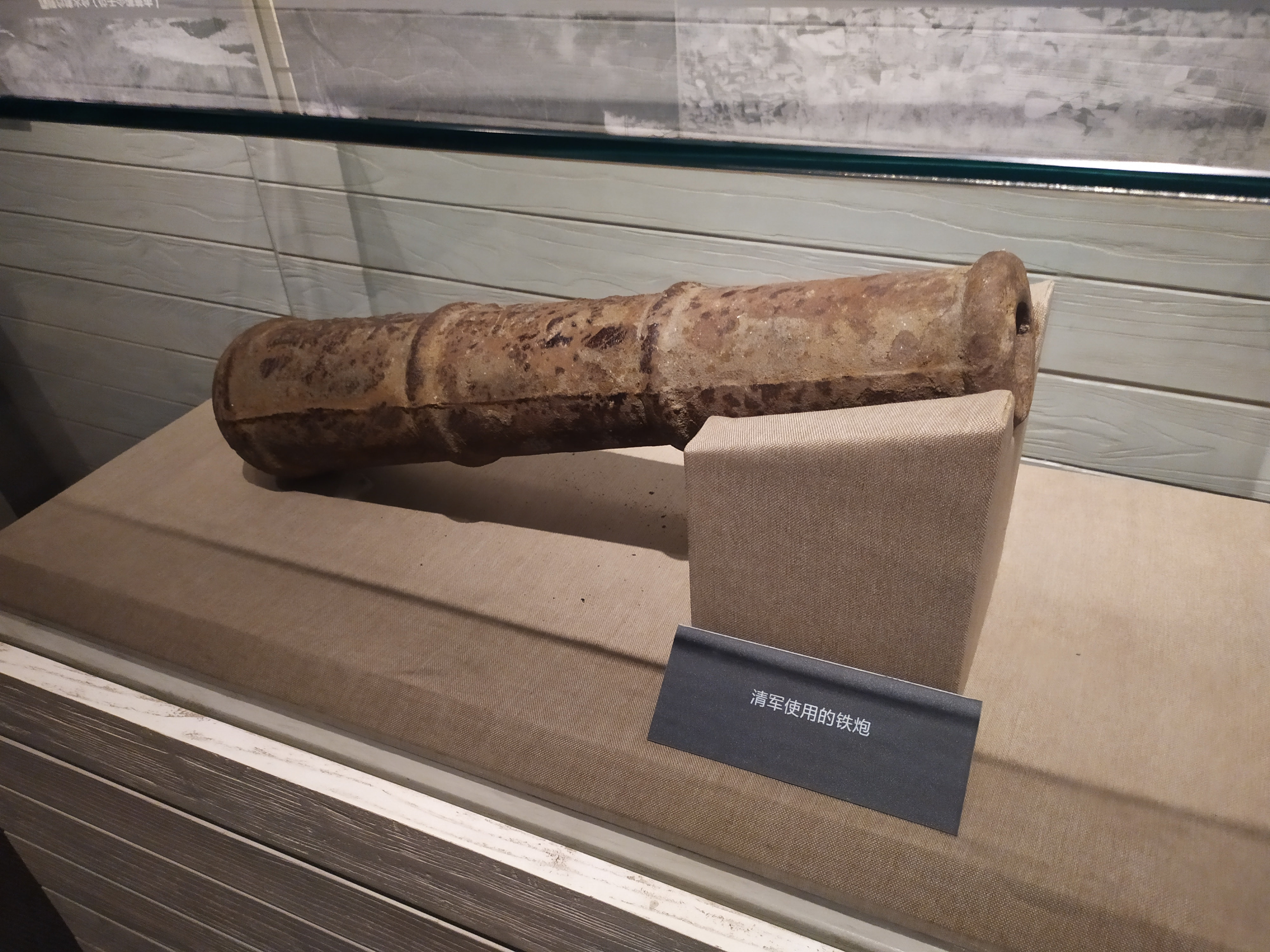
烟台开埠陈列馆（即美国领事馆官邸）陈列的清军使用过的铁炮

如今，烟台山附近的多数领事馆建筑保存完好，其中一些在修缮后成为博物馆、陈列馆等。如美国驻烟台领事馆官邸现为烟台开埠陈列馆，东海关总检察长官邸为冰心纪念馆，东海关副税务司官邸现为烟台京剧艺术馆等。

## 建筑列表
烟台山近代建筑群中，现保存完好的有38处，兹列表如下：
| 名称                     | 地址                          | 图片 | 备注                                                                            |
| ------------------------ | ----------------------------- | ---- | ------------------------------------------------------------------------------- |
| 芝罘俱乐部旧址           | 海岸街34号                    |      | 建于1865年至1931年，建筑面积4360平方米                                          |
| 东海关税务司公署旧址     | 海关街6号                     |      | 建于1863年，建筑面积1227平方米                                                  |
| 东海关税务司官邸旧址     | 烟台山西路25号、烟台山东路5号 |      | 建于19世纪末，建筑面积1234平方米                                                |
| 东海关职员宿舍旧址       | 烟台山西路28～32号            |      | 建于1904年，建筑面积974平方米                                                   |
| 东海关外班主任旧宅       | 烟台山西路25-1号              |      | 建于清末，建筑面积33平方米                                                      |
| 东海关发讯台旧址及发射架 | 烟台山西路26号                |      | 建于1934年，建筑面积215平方米                                                   |
| 西葛洋行旧址             | 烟台山西路2号                 |      | 建于1900年，建筑面积728平方米                                                   |
| 美孚洋行旧址             | 海岸街32号                    |      | 建于1899年，建筑面积420平方米                                                   |
| 茂记洋行旧址             | 海岸街24号                    |      | 建于1934年，建筑面积1200平方米                                                  |
| 士美洋行旧址             | 海关街34号                    |      | 建于1930年，建筑面积500平方米                                                   |
| 汇丰银行旧址             | 海关街16号                    |      | 建于1921年，建筑面积519平方米                                                   |
| 德国邮局旧址             | 海岸街19号                    |      | 建于1892年，建筑面积307平方米                                                   |
| 英国领事馆旧址           | 烟台山东路7、8、17号          |      | 建于1892年，建筑面积820平方米，其中部分建筑现为中国锁具博物馆、烟台方志史料馆。 |
| 英国领事馆附属建筑       | 烟台山东路3、6、9、10、15号   |      | 建于清末，建筑面积1111平方米                                                    |
| 法国领事馆附属建筑       | 历新路7号                     |      | 建于1886年，建筑面积393平方米                                                   |
| 丹麦领事馆旧址           | 烟台山西路15号                |      | 建于1890年，建筑面积342平方米                                                   |
| 日本领事馆旧址           | 烟台山西路4号                 |      | 建于1938年，建筑面积1368平方米                                                  |
| 日本领事馆宿舍旧址       | 烟台山西路4号                 |      | 建于1938年，建筑面积1555平方米                                                  |
| 日本领事馆领事官邸旧址   | 烟台山西路4号                 |      | 建于1938年，建筑面积144平方米                                                   |
| 美国领事馆旧址           | 历新路7号                     |      | 建于1864年，建筑面积1537平方米，今为烟台开埠陈列馆                              |
| 意大利领事馆旧址         | 东太平街7号                   |      | 建于1871年，建筑面积1200平方米                                                  |
| 挪威领事馆旧址           | 海岸街9号                     |      | 建于1904年，建筑面积378平方米，现为酒吧                                         |
| 芬兰领事馆旧址           | 海岸街10号                    |      | 建于1932年，建筑面积257平方米                                                   |
| 联合教堂旧址             | 历新路7号                     |      | 建于清末，建筑面积516平方米                                                     |
| 克利顿饭店旧址           | 朝阳街43号                    |      | 建于1910年，建筑面积1209平方米                                                  |
| 美国海军基督教青年会旧址 | 海关街26号                    |      | 建于1921年，建筑面积597平方米                                                   |
| 烟台邮政局旧址           | 海岸街29号                    |      | 建于1925年，建筑面积1410平方米                                                  |
| 顺昌商行旧址             | 朝阳街44号                    |      | 建筑面积350平方米                                                               |
| 交通银行烟台支行旧址     | 海关街29号                    |      | 建于1911年，建筑面积406平方米                                                   |
| 中国银行烟台支行旧址     | 海关街33号                    |      | 建于1913年，建筑面积175平方米                                                   |
| 烽火台                   | 烟台山巅                      |      | 建于明洪武三十一年（1398年），建筑面积175平方米                                 |
| 龙王庙                   | 烟台山巅                      |      | 建于明天启年间，建筑面积80平方米                                                |
| 忠烈祠                   | 烟台山东路12号                |      | 建于1936年，建筑面积165平方米                                                   |
| 抗日烈士纪念塔           | 烟台山东路                    |      | 建于1946年                                                                      |
| 德式楼                   | 历新路7号                     |      | 建于清末，建筑面积909平方米，今为胶东革命史陈列馆                               |
| 烟台山别墅               | 历新路7号                     |      | 建筑面积1527平方米                                                              |
| 烟台山民居               | 历新路7号                     |      | 建筑面积564平方米                                                               |
| 商人旧宅                 | 烟台山西路35、36、37号        |      | 建筑面积922平方米                                                               |